# Мариниды
Мариниды (бербер. ⴰⵢⵜ ⵎⵔⵉⵏ / Айт Мрин; араб. مرينيون‎) — берберская династия правителей Марокко, пришедшая в XII веке из Ифрикии в юго-восточное Марокко и начиная с 1244 года постепенно завоевавшая территории, контролируемые Альмохадами. Мариниды правили до 1465 года, когда они окончательно уступили власть своей боковой ветви Ваттасидам. Имя «Мариниды» происходит от названия берберского племени Бану Марин (бербер. ⴰⵢⵜ ⵎⵔⵉⵏ, Айт Мрин).

## История
C 1145 года начали нападать на владения Альмохадов.
При султане Абу Яхье Абу Бакре (1244—1258) начали завоевание Северного Марокко. В 1248 году столицей Маринидов стал Фес. Султан Абу Юсуф Якуб (1259—1286), завоевав в 1269 году столицу Альмохадов Марракеш, завершил объединение Марокко под властью Маринидов. Одновременно он начал войну в Андалусии, поддержав правящих в Гранаде Насридов против Кастилии.
Султан Абу Саид Усман II (1310—1331) знаменит своей градостроительной деятельностью в Фесе. По его приказу были воздвигнуты многочисленные медресе, в которых получали образование государственные служащие. Таким образом не только осуществлялась централизация управления, но и уменьшалось влияние исламских учёных — марабутов и консервативных братств.

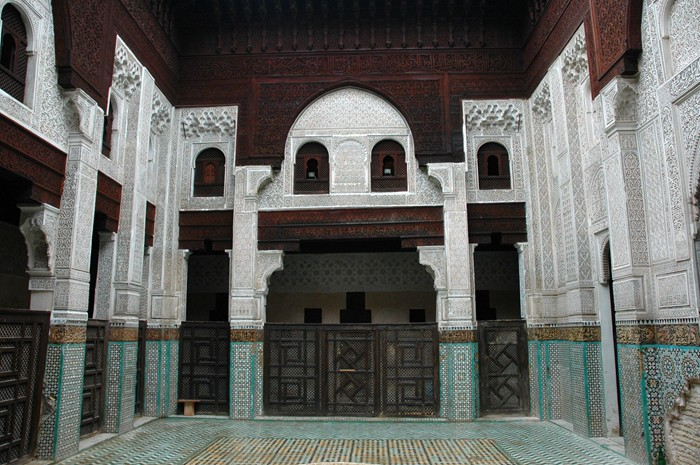
Медресе Бу Инания в Мекнесе, образец маринидской архитектуры

В XIV веке последовал период внутренних распрей. Абу-л-Хасан Али I (1331—1348) предпринял попытку объединения Магриба, к 1337 году завоевав державу Абдальвадидов в Алжире, а в 1347 году — державу Хафсидов в Ифрикии (современный Тунис). В это же время, в 1340 году, он потерпел сокрушительное поражение от Кастилии в битве при Саладо и был вынужден навсегда уйти с Пиренейского полуострова.
Абу-л-Хасан был свергнут своим сыном, Абу Инаном (1348—1358), который попытался снова объединить Магриб под своей властью. После его убийства начался окончательный упадок династии. Нападения берберских племён привели страну в состояние хаоса, а поддержка религиозных деятелей существенно уменьшилась в XV веке, когда государство из-за тяжёлого экономического положения существенно сократило финансирование марабутов и исламских братств.
Мериниды, правившие после 1358 года, попали в зависимость от Ваттасидов, которые осуществляли реальную власть в стране, будучи визирями, и начали менять султанов по своему усмотрению. Им, впрочем, также не удалось объединить государство, и в 1415 году Португалия захватила Сеуту, а к 1513 году подчинила все города на атлантическом побережье Марокко.
Последний султан Абд аль-Хакк II попытался свергнуть власть Ваттасидов, но потерпел неудачу, после чего династия Маринидов прекратила существование.

## Маринидские султаны
- Абд аль-Хакк I (1195—1217)
- Усман I (1217—1240)
- Мухаммад I (1240—1244)
- Абу Яхья Абу Бакр (1244—1258)
- Умар (1258—1259)
- Абу Юсуф Якуб (1259—1286)
- Абу Якуб Юсуф (1286—1307)
- Абу Табит (1307—1308)
- Абу-ль-Рабия (1308—1310)
- Абу Саид Усман II (1310—1331)
- Абу-л-Хасан Али I (1331—1351)
- Абу Инан Фарис (1351—1359)
- Мухаммад II ас-Саид (1359)
- Абу Салим Али II (1359—1361)
- Абу Умар Ташуфин (1361)
- Абд аль-Халим (1361—1362)

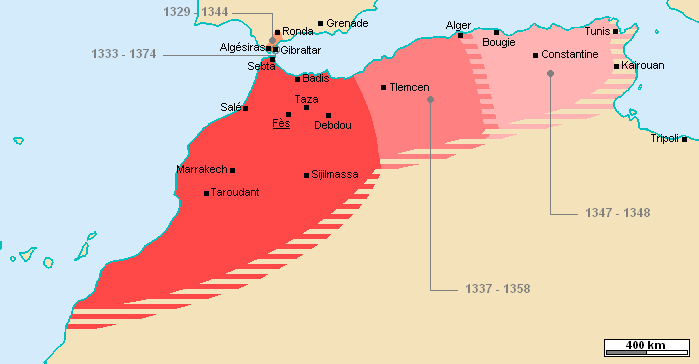
Расширение государства Маринидов в XIV веке

- Мухаммад II ас-Саид (второй раз) (1362—1366)
- Абу-ль-Фариз Абдул Азиз I (1366—1372)
- Мухаммад III (1372—1374)
- Абу-ль-Аббас Ахмад (1374—1384)
- Муса (1384—1386)
- Мухаммад IV (1386—1387)
- Абу-ль-Аббас Ахмад (второй раз) (1387—1393)
- Абдул Азиз II (1393—1396)
- Абдалла (1396—1398)
- Абу Саид Усман III (1398—1420)
- Абд аль-Хакк II (1420—1465)